# مرگ روشنایی (فیلم)
مرگ روشنایی (انگلیسی: Dying of the Light) فیلمی به کارگردانی پل شریدر است که در سال ۲۰۱۴ منتشر شد.